# Região Geográfica Intermediária de Quixadá
A Região Geográfica Intermediária de Quixadá é uma das seis regiões intermediárias do estado brasileiro do Ceará e uma das 134 regiões intermediárias do Brasil, criadas pelo Instituto Brasileiro de Geografia e Estatística (IBGE) em 2017. É composta por 31 municípios, distribuídos em três regiões geográficas imediatas.
Sua população total estimada pelo Instituto Brasileiro de Geografia e Estatística (IBGE) para 1º de julho de 2018 é de 879 878 habitantes, distribuídos em uma área total de 31 325,872 km².
Quixadá é o município mais populoso da região intermediária, com 87 116 habitantes, de acordo com estimativas de 2018 do Instituto Brasileiro de Geografia e Estatística (IBGE).

## Regiões geográficas imediatas
| Região geográfica imediata | Municípios | População Estimativa 2018 | Área (km²) |
| -------------------------- | --- | ------------------------- | ---------- |
| Russas-Limoeiro do Norte   | Alto Santo Ererê Iracema Jaguaretama Jaguaribara Jaguaribe Limoeiro do Norte Morada Nova Palhano Pereiro Potiretama Quixeré Russas São João do Jaguaribe Tabuleiro do Norte | 393 378                   | 15 006,100 |
| Quixadá                    | Banabuiú Choró Deputado Irapuan Pinheiro Ibaretama Ibicuitinga Milhã Pedra Branca Quixadá Quixeramobim Senador Pompeu Solonópole                                            | 334 501                   | 13 308,081 |
| Aracati                    | Aracati Fortim Icapuí Itaiçaba Jaguaruana | 151 999                   | 3 011,691  |
| Total                      | 31 | 879 878                   | 31 325,872 |